# Баньгу
Баньгу́ (кит. упр. 板鼓), или даньпигу (кит. упр. 单皮鼓) — китайский ударный музыкальный инструмент, небольшой односторонний барабан. Имеет деревянный корпус в форме чаши с массивными стенками, обращённый выпуклой стороной вверх. В середине корпуса имеется небольшое отверстие. Кожаная мембрана натягивается на выпуклую часть корпуса и закрепляется на ней гвоздиками.
Звук извлекается ударами двух палочек. Изменение высоты звука достигается смещением места удара от центра мембраны к периферии. Во время игры баньгу устанавливается на треножнике.
Баньгу широко применяется в народной музыке, а также в оперных оркестрах и различных музыкальных ансамблях. В театре на нём играет, как правило, дирижёр, который при помощи баньгу подаёт условные сигналы музыкантам оркестра и артистам на сцене. Баньгу иногда выступает также и в роли сольного инструмента.